# Márcia X
Márcia Pinheiro de Oliveira (Rio de Janeiro, 1959 - Rio de Janeiro, 2005) foi uma artista plástica brasileira.
Utilizando objetos eróticos, brinquedos infantis e objetos religiosos, suas performances, vídeos e instalações são marcadas pela relação sexo/infância, em que objetos pornográficos são transformados em brinquedos infantis e estes em objetos eróticos. Seus trabalhos abordam temas como sexualidade, erotismo, consumo, valores sociais e religiosos, discutindo não só questões estéticas mas também éticas e políticas.
O movimento em suas peças evidencia a percepção do objeto como um corpo vivo. Sua perspectiva é subjetiva, o que confere a sua obra um caráter quase autobiográfico.

## Biografia
A artista adotou o X de seu nome depois da repercussão de uma performance em parceira com Alex Hamburger, seu primeiro marido, na Bienal do Livro do Rio de Janeiro em 1985 em que ficou nua. A reação da estilista carioca homônima Márcia Pinheiro fez com que a artista adotasse o nome Márcia X. Pinheiro, encurtando depois para Márcia X.

## Carreira artística
Márcia X estudou na Escola de Artes Visuais do Parque Lage - EAV/Parque Lage, Rio de Janeiro, no início dos anos 1980. Na mesma época, participou do 3º Salão Nacional de Artes Plásticas com a performance "Cozinhar-te" em colaboração com o grupo Cuidado Louças e recebe o Prêmio Viagem ao País.
A partir de 1985 começa a trabalhar em parceria com o poeta e artista Alex Hamburger, realizando intervenções e performances. Dentre eles destacam-se: Sex Manisse, Macambíada, Pathos, Paixões Paranormais e J.C.Contabilidade.
Em 1988 e 1990 realiza duas exposições individuais, Ícones do Gênero Humano, no Centro Cultural Cândido Mendes, Rio de Janeiro, e Coleção Gênios da Pintura na Galeria Casa Triângulo, São Paulo, respectivamente.
A partir dos anos 1990, produz séries que problematizam o erotismo, com objetos industrializados apropriando-se de seus aspectos simbólicos. Na série Fábrica Fallus, utiliza objetos encontrados em sex-shops, como pênis de borracha, associados ironicamente a objetos e materiais que remetem ao feminino, à infância e à religião. Em Os Kaminhas Sutrinhas, apresentados no Espaço Cultural Sérgio Porto, em 1995, duplas e trios de bonecos sem cabeça executam uma mímica sexual sobre camas de brinquedo decoradas com motivos infantis.
Em 2001 e 2002, participou do Panorama da Arte Brasileira, que itinerou no MAM de São Paulo, Rio e Salvador, e da III Bienal do Mercosul.
Após sua morte, em fevereiro de 2005, o Paço Imperial realizou uma exposição que reuniu objetos, instalações e vídeos produzidos ao longo da carreira da artista. Também em 2005, integrou diversas exposições coletivas em São Paulo, Rio de Janeiro e Buenos Aires. No final deste ano, participou da exposição "Erótica - Os sentidos da arte", promovida pelo Centro Cultural Banco do Brasil. Em abril de 2006, sua obra Desenhando com terços foi retirada da mostra do CCBB do Rio de Janeiro após o recebimento de várias reclamações por e-mail e telefone, além da apresentação em juízo de uma notícia-crime contra a organização da exposição. Dispondo quatro terços unidos em duplas formando dois pênis entrecruzados, a obra foi considerada ofensiva por misturar religião e erotismo por Carlos Dias, ex-deputado e empresário autor da denúncia. O grupo Opus Christi pressionou o Banco para que mantivesse a obra excluída do próximo destino da exposição em Brasília. A partir do episódio, estabeleceu-se um debate público em que artistas defendiam o direito a liberdade de expressão, enquanto religiosos alegavam que a obra ofendia a religião católica. O próprio Ministro da Cultura, Gilberto Gil, condenou o ato de censura. A direção do CCBB decidiu que a exposição não seguiria para Brasília por apresentar ameaças à marca e aos negócios.
Em 2013, o Museu de Arte Moderna do Rio de Janeiro realizou uma exposição retrospectiva da artista, que não tinha suas obras expostas desde sua morte em 2005.